# Liste von Kraftwerken in Mali
Die Kraftwerke in Mali werden sowohl auf einer Karte als auch in Tabellen (mit Kennzahlen) dargestellt.

## Installierte Leistung und Jahreserzeugung
Im Jahre 2016 lag Mali bzgl. der installierten Leistung mit 590 MW an Stelle 140 und bzgl. der jährlichen Erzeugung mit 2,489 Mrd. kWh an Stelle 136 in der Welt. Der Elektrifizierungsgrad lag 2016 bei 35,1 % (83,6 % in den Städten und 1,8 % in ländlichen Gebieten). Mali war 2016 ein Nettoimporteur von Elektrizität; es importierte 800 Mio. kWh.

## Karte
| Félou |

| Gouina |

| Manantali |

| Ségou |

| Selingue |

| Sotuba |

## Solarkraftwerke
| Name des Kraftwerks | Inst. Leistung (MW) | Typ | Status  |
| ------------------- | ------------------- | --- | ------- |
| Ségou               | 33                  | PV  | geplant |

## Wasserkraftwerke
| Name des Kraftwerks | Inst. Leistung (MW) | Fluss     | Status     |
| ------------------- | ------------------- | --------- | ---------- |
| Félou               | 63                  | Senegal   | in Betrieb |
| Gouina              | 140                 | Senegal   | in Bau     |
| Manantali           | 200                 | Bafing    | in Betrieb |
| Selingue            | 44                  | Sankarani | in Betrieb |
| Sotuba              | 5                   | Niger     | in Betrieb |